# Гіневет
Гіневет (вірм. Գինեվետ) — село в марзі Арарат, у центрі Вірменії.
Клімат холодний напівсухий (степовий).